# Línea N904 (Interurbanos Madrid)
La línea N904 de la red de autobuses interurbanos de Madrid une el intercambiador de Moncloa y la Colonia de Torrelodones con Galapagar y Colmenarejo.

## Características
Esta línea nocturna une Madrid y la Colonia de Torrelodones con Galapagar y Colmenarejo. El trayecto dura 50 minutos entre cabeceras. Las paradas en Torrelodones son sólo de ascenso en sentido periferia.
Se trata de una versión nocturna de la línea diurna 631.
La línea mantiene los mismos horarios todo el año (exceptuando las vísperas de festivo y festivos de Navidad).
Está operada por la empresa Julián de Castro a través de Avanza Movilidad Integral mediante la concesión administrativa VCM-605 - Madrid – Galapagar – Colmenarejo (Viajeros Comunidad de Madrid) del Consorcio Regional de Transportes de Madrid.

## Horarios
| Noches de domingo a jueves y festivos | Noches de domingo a jueves y festivos | Noches de viernes, sábados y vísperas de festivo | Noches de viernes, sábados y vísperas de festivo |
| Madrid > Colmenarejo                  | Colmenarejo > Madrid                  | Madrid > Colmenarejo                             | Colmenarejo > Madrid                             |
| 00:30                                 | 23:25                                 | 00:15                                            | 23:10                                            |
| 01:15                                 | 00:10                                 | 01:15                                            | 00:10                                            |
| 03:15                                 | 02:10                                 | 02:15                                            | 01:10                                            |
| 05:15                                 | 04:10                                 | 03:15                                            | 02:10                                            |
|                                       |                                       | 04:15                                            | 03:10                                            |
| 05:15                                 | 04:10                                 |                                                  |                                                  |

## Recorrido y paradas

### Sentido Colmenarejo
| Código | Parada                                     | Común con                          | Conexión con Metro | Municipio    | Zona |
| ------ | ------------------------------------------ | ---------------------------------- | ------------------ | ------------ | ---- |
| 15525  | Moncloa (Paseo de Moret)                   | 611 612 632 684 691 N602 N604 N905 | Moncloa            | Madrid       |      |
| 06032  | Camino Valladolid - P.º Joaquín R. Jiménez | 611 612 684 685 691 N602           |                    | Torrelodones |      |
| 06034  | Camino Valladolid - Iglesia                | 611 612 684 685 691 N602           |                    | Torrelodones |      |
| 15972  | Camino Valladolid - M. López Villaseñor    | 611 612 684 685 691 N602           |                    | Torrelodones |      |
| 12951  | Av. Comunidad Madrid - Colegios            |                                    |                    | Torrelodones |      |
| 06057  | Av. Torrelodones - Urb. Las Marías         |                                    |                    | Torrelodones |      |
| 10726  | Av. Torrelodones - Guardia Civil           |                                    |                    | Torrelodones |      |
| 06058  | Jesusa Lara - Parque Pradogrande           |                                    |                    | Torrelodones |      |
| 10727  | Jesusa Lara - Casa de la Cultura           |                                    |                    | Torrelodones |      |
| 06071  | Ctra. Torrelodones - Antonio Lasso         |                                    |                    | Galapagar    |      |
| 06072  | Ctra. Torrelodones - Urb. Los Jarales      |                                    |                    | Galapagar    |      |
| 06073  | Ctra. Torrelodones - Urb. El Corzo         |                                    |                    | Galapagar    |      |
| 06070  | Ctra. Torrelodones - Cañuelo               |                                    |                    | Galapagar    |      |
| 06074  | Soberanía - Pza. Cruz Roja                 |                                    |                    | Galapagar    |      |
| 20845  | Ctra. Colmenarejo - Escuela Infantil       |                                    |                    | Galapagar    |      |
| 09144  | Ctra. M510 - Urb. El Cerrillo              |                                    |                    | Galapagar    |      |
| 09147  | Cañada de las Merinas - Ctra. Galapagar    |                                    |                    | Colmenarejo  |      |
| 09146  | Cañada de las Merinas - Centro de Salud    |                                    |                    | Colmenarejo  |      |
| 12372  | Cañada de las Merinas - Instituto          |                                    |                    | Colmenarejo  |      |
| 12374  | Av. Universidad Carlos III - Polideportivo |                                    |                    | Colmenarejo  |      |
| 12376  | Av. Universidad Carlos III - Residencia    |                                    |                    | Colmenarejo  |      |
| 12378  | Av. Carlos III - Universidad               |                                    |                    | Colmenarejo  |      |

### Sentido Madrid (Moncloa)
| Código | Parada                                     | Común con                          | Conexión con Metro | Municipio    | Zona |
| ------ | ------------------------------------------ | ---------------------------------- | ------------------ | ------------ | ---- |
| 12378  | Av. Carlos III - Universidad               |                                    |                    | Colmenarejo  |      |
| 12377  | Av. Universidad Carlos III - Residencia    |                                    |                    | Colmenarejo  |      |
| 12375  | Av. Universidad Carlos III - Polideportivo |                                    |                    | Colmenarejo  |      |
| 12373  | Ctra. Villanueva del Pardillo - Instituto  |                                    |                    | Colmenarejo  |      |
| 12371  | Cañada de las Merinas - Centro de Salud    |                                    |                    | Colmenarejo  |      |
| 09145  | Cañada de las Merinas - Ctra. Galapagar    |                                    |                    | Colmenarejo  |      |
| 20904  | Ctra. M510 - Urb. El Cerrillo              |                                    |                    | Galapagar    |      |
| 09998  | Soberanía - Pza. Cruz Roja                 |                                    |                    | Galapagar    |      |
| 06077  | Ctra. Torrelodones - Cañuelo               |                                    |                    | Galapagar    |      |
| 09072  | Ctra. Torrelodones - Urb. El Corzo         |                                    |                    | Galapagar    |      |
| 06078  | Ctra. Torrelodones - Urb. Los Jarales      |                                    |                    | Galapagar    |      |
| 06079  | Ctra. Torrelodones - Monte Inés            |                                    |                    | Galapagar    |      |
| 16701  | Jesusa Lara - Casa de la Cultura           |                                    |                    | Torrelodones |      |
| 06092  | Jesusa Lara - Parque Pradogrande           |                                    |                    | Torrelodones |      |
| 10704  | Av. Torrelodones - Guardia Civil           |                                    |                    | Torrelodones |      |
| 06093  | Av. Torrelodones - Urb. Las Marías         |                                    |                    | Torrelodones |      |
| 06094  | Ctra. A6 - Av. Torrelodones                | 611 612 684 685 691 N602           |                    | Torrelodones |      |
| 15525  | Moncloa (Paseo de Moret)                   | 611 612 632 684 691 N602 N604 N905 | Moncloa            | Madrid       |      |